# Urbán Sándor
Urbán Sándor (Zalaba, 1925. december 3. – Zselíz, 2002. március 3.) író. 

## Élete
Kétéves korától Kanadában élt, 1934-ben hazatért. Pozsonyban járt gimnáziumba, majd 1946-ban Nyitrán érettségizett. Hamis vádak alapján bebörtönözték, majd Jáchymovba kényszermunkára ítélték. 1953–1955 között a zselízi állami gazdaság tisztviselője. 1956–1958 között a járási sporthivatal, majd 1958–1961 között a zselízi városi hivatal építkezési osztályának vezetője volt. 1961-1985 között a zselízi közszolgáltatási üzem igazgatója. 
Előbb költőként indult, de elbeszéléseket is írt. Az 1950-es évektől kaktuszokról is publikált. 

## Művei
- 1972 Čarovné tŕne
- 1991 Fölparcellázott égbolt (önéletrajzi regény)